# Ожи-сюр-Обуа
Ожи́-сюр-Обуа́ (фр. Augy-sur-Aubois) — коммуна во Франции, находится в регионе Центр. Департамент — Шер. Входит в состав кантона Санкуэн. Округ коммуны — Сент-Аман-Монтрон.
Код INSEE коммуны — 18017.

## География
Коммуна расположена приблизительно в 240 км к югу от Парижа, в 145 км юго-восточнее Орлеана, в 50 км к юго-востоку от Буржа.
По территории коммуны проходит канал Берри и протекает река Обуа.

## Население
Население коммуны на 2008 год составляло 302 человека.
| 1962 | 1968 | 1975 | 1982 | 1990 | 1999 | 2008 |
| ---- | ---- | ---- | ---- | ---- | ---- | ---- |
| 405  | 456  | 375  | 395  | 353  | 294  | 302  |

## Администрация
| Период | Период | Фамилия     | Партия | Примечания |
| ------ | ------ | ----------- | ------ | ---------- |
| 2001   | 2008   | Эмиль Монне |        |            |
| 2008   | 2014   | Берта Рош   |        |            |

## Экономика

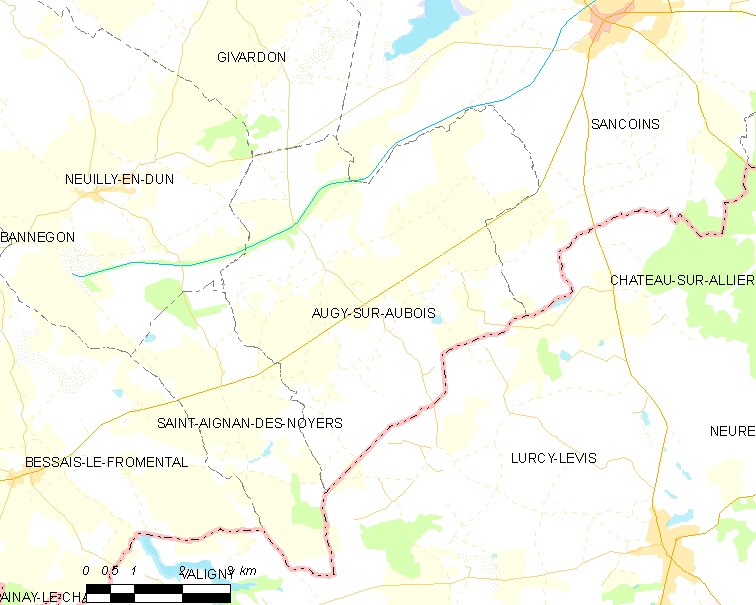
Карта коммуны

В 2007 году среди 172 человек в трудоспособном возрасте (15-64 лет) 125 были экономически активными, 47 — неактивными (показатель активности — 72,7 %, в 1999 году было 69,4 %). Из 125 активных работали 108 человек (57 мужчин и 51 женщина), безработных было 17 (11 мужчин и 6 женщин). Среди 47 неактивных 5 человек были учениками или студентами, 23 — пенсионерами, 19 были неактивными по другим причинам.

## Достопримечательности
- Церковь Сен-Людр (XII век). Исторический памятник с 1959 года[3]